# Émeraude cuivrée
Chlorostilbon russatus
Espèce
Statut de conservation UICN

 LC  : Préoccupation mineure
Statut CITES
L'Émeraude cuivrée (Chlorostilbon russatus) est une espèce de colibris de la sous-famille des Trochilinae et de la tribu des Trochilini.

## Distribution
L'Émeraude cuivrée occupe une aire restreinte du nord de la Colombie et du nord-ouest du Venezuela.

Carte de répartition de l'espèce